# Manuel Castro González
Manuel Castro González (Vigo, 9 agosto 1885 – Vigo, 27 agosto 1944) è stato un allenatore di calcio spagnolo.

## Carriera
Castro González fu commissario tecnico della Spagna dal 1921 al 1922 e dal 1925 al 1927. In tutto guidò la Nazionale spagnola in 10 partite ottenendo nove vittorie e una sola sconfitta.